# Cortodera funerea
Cortodera funerea là một loài bọ cánh cứng trong họ Cerambycidae.